# الیجاه بلو آلمن
الیجاه بلو آلمن ( انگلیسی: Elijah Blue Allman؛ زادهٔ ۱۰ ژوئیهٔ ۱۹۷۶) خواننده، نوازنده گیتار و موسیقی‌دان در سبک‌های اینداستریال راک، اینداستریال متال، نیو متال، آلترناتیو متال، گوتیک راک، آلترناتیو راک و دارک ویو اهل ارمنی‌تبار اهل ایالات متحده آمریکا است. وی از سال ۱۹۹۵ تا کنون مشغول به فعالیت می‌باشد. الیجاه خواننده اصلی نوازنده گیتار و ترانه‌سرای گروه موسیقی اینداستریال متال en:Deadsy می‌باشد.

## زندگی‌نامه
وی در ۱۰ ژوئیه ۱۹۷۶ در بورلی هیلز، کالیفرنیا به دنیا آمد. وی پسر خواننده سرشناس ارمنی، شر (خواننده) از شوهر دومش گرگ آلمن است. وی در سال ۱۹۹۴ از مدرسه هاید در بث، مین فارغ‌التحصیل گشت. وی نامزد بیجو فیلیپس، هدر گراهام، کیت هادسن و پاریس هیلتون بوده است.